# Dietfried Müller-Hegemann

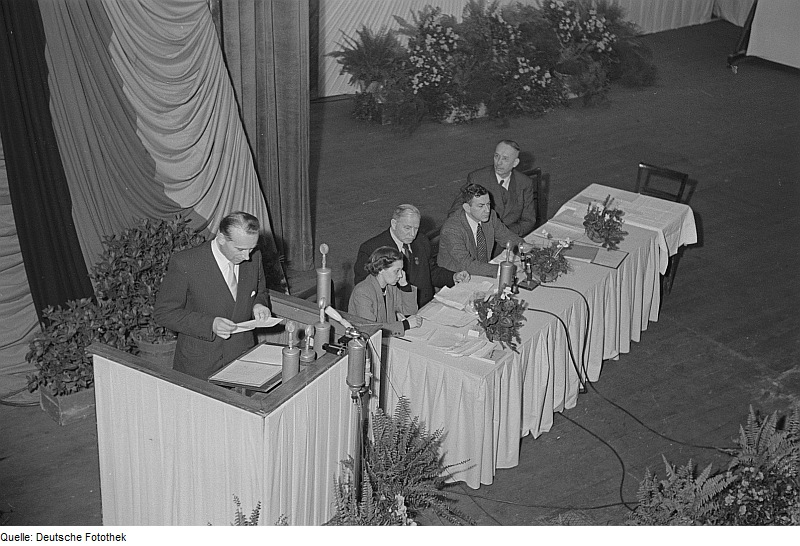
Dietfried Müller-Hegemann am Rednerpult (1953)

Dietfried Müller-Hegemann (* 5. Mai 1910 in Laibach; † 28. Juli 1989 in Essen) war ein deutscher Facharzt für Psychiatrie und Neurologie, Psychotherapeut und Psychoanalytiker.

## Leben und Wirken
Nach dem Tode des Vaters übersiedelte die Familie 1917 nach Dresden. Müller-Hegemann war von 1927 bis 1933 Mitglied im Kommunistischen Jugendverband Deutschlands und trat 1930 in die Kommunistische Partei Deutschlands ein. Er studierte von 1930 bis 1935 Medizin an den Universitäten München, Wien, Königsberg und Berlin. 1935 trat er in den Nationalsozialistischen Deutschen Studentenbund (NSDStB) ein, dem er bis 1939 angehörte. In dieser Zeit gehörte er zu einer kommunistischen Widerstandsgruppe, die gemäß der Taktik des trojanischen Pferdes innerhalb des NSDStB aktiv war. Von 1936 bis 1943 war als Ausbildungskandidat am Deutschen Institut für Psychologischen Forschung und Psychotherapie in Berlin bei Harald Schultz-Hencke tätig. Er beschäftigte sich dort insbesondere mit psychoanalytischer Psychotherapie bei schizophrenen Patienten. 1937 wechselte er als Assistenzarzt an die Nervenklinik der Berliner Charité. Dort wurde er 1937 mit einer Arbeit über ein Ungewöhnliches Symptombild einer Commotionspsychose promoviert.
Ab 1939 war Dietfried Müller-Hegemann als Stabsarzt, von 1940 bis 1941 als Truppenarzt an der Ostfront, dann als Lazarettarzt in Berlin tätig. 1944 geriet er in sowjetische Kriegsgefangenschaft, in der er Leiter eines Antifakomitees war. Er wurde 1948 aus der Gefangenschaft entlassen und kehrte nach Berlin zurück. Dort wurde er als Verfolgter des Naziregimes anerkannt.
Müller-Hegemann konvertierte zur Pawlowschen Lehre bzw. Schlaftherapie und wurde 1950 Oberarzt an der Psychiatrischen und Nervenklinik in Leipzig. Er wurde 1951 an der Charité für Psychiatrie und Neurologie habilitiert und zum Privatdozenten an der Klinik für Psychiatrie und Neurologie der Medizinischen Fakultät der Universität Leipzig ernannt. Von 1951 bis 1953 war er als Chefarzt der Landesanstalt Leipzig/Dösen tätig, wo er 1953 die erste Leipziger Psychotherapieeinrichtung und Psychotherapiestation gründete. Von 1952 bis 1957 war er zudem kommissarischer Leiter der Psychiatrischen und Nervenklinik in Leipzig. 1953 bis 1958 war er Mitglied der Staatlichen Pawlow-Kommission beim Ministerium für Gesundheitswesen. 1954 wurde ihm der Vaterländische Verdienstorden in Bronze verliehen. 1955 wurde er zum Professor mit Lehrauftrag an der Leipziger Universität ernannt und 1957 zum Professor mit Lehrstuhl berufen und zum Direktor der Neurologisch-Psychiatrischen Klinik in Leipzig ernannt. Ab 1958 wehrte er sich gegen die Trennung von Neurologie und Psychiatrie. Er leitete die Klinik bis 1964. Nach einem Zwischenfall mit Todesfolge trat Müller-Hegemann von seinen universitären Ämtern zum 31. August 1964 zurück. Im folgenden Gerichtsverfahren wurde er freigesprochen. Im Jahr 1965 kehrte er nach Berlin zurück und leitete bis 1971 als ärztlicher Direktor das Psychiatrische Fachkrankenhaus „Wilhelm Griesinger“ in Berlin. 1966 gab er das Buch "Neurologie und Psychiatrie: Ein Lehrbuch für Studierende und Ärzte" heraus.
1971 übersiedelte Müller-Hegemann in die Bundesrepublik, worauf ihm in der DDR wegen Republikflucht die Anerkennung als Verfolgter des Naziregimes entzogen wurde. Von 1972 bis 1973 war er Visiting Professor an der University of Pennsylvania in Philadelphia. Danach leitete er bis 1975 als Chefarzt die Psychotherapeutische Abteilung des Knappschaftskrankenhauses Essen-Steele. Nach Erreichen der Altersgrenze praktizierte er bis 1988 als Nervenarzt in Essen. Inzwischen gilt als belegt, dass das MfS (Stasi) Müller-Hegemann überwachte, allerdings weitgehend unstrukturiert.
Dietfried Müller-Hegemann verstarb 1989 im Alter von 79 Jahren in Essen.

## Schriften (Auswahl)
- Ungewöhnliches Symptombild einer Commotionspsychose. Dissertation. Humboldt-Universität zu Berlin, 1937.
- Die Psychotherapie bei schizophrenen Prozessen, Erfahrungen und Probleme. Habilitationsschrift. Humboldt-Universität zu Berlin, 1951.
- Zur Psychologie des deutschen Faschisten. Greifenverlag, Rudolstadt 1955.
- Psychotherapie. Ein Leitfaden für Ärzte und Studierende  Verlag Volk und Gesundheit, Berlin 1957.
- Neurologie und Psychiatrie. Lehrbuch für Studierende und Ärzte. Verlag Volk und Gesundheit, Berlin 1966.
- Die Berliner Mauer-Krankheit. Nicolai Verlag, Herford 1973.
- Grundzüge der Psychotherapie. Gustav Fischer Verlag, Stuttgart 1973, ISBN 3-437-00136-1.
- Medizinische Psychotherapie. Gustav Fischer Verlag, Stuttgart 1976.
- Autogene Psychotherapie. Rowohlt Verlag, Reinbek bei Hamburg 1981.

## Mitgliedschaften
- Staatliche Pawlow-Kommission der DDR
- Verband der Psychiater der DDR